# Chilasa agestor
Chilasa agestor är en fjärilsart som först beskrevs av Gray 1831.  Chilasa agestor ingår i släktet Chilasa och familjen riddarfjärilar. Inga underarter finns listade i Catalogue of Life.

## Bildgalleri

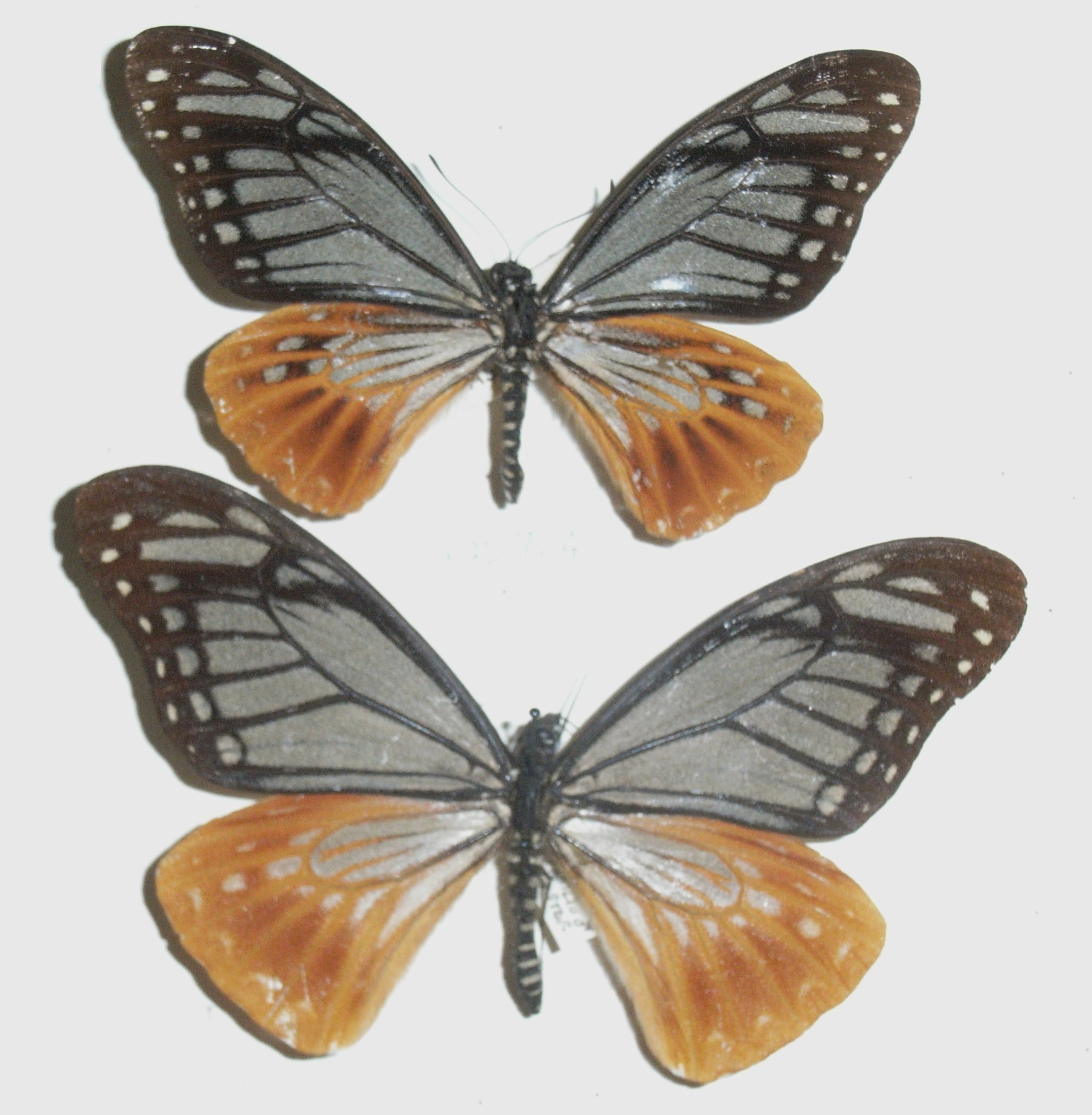